# Luca lo Stilita
Simeone Stilita (Atyokhorion, 879 – Calcedonia, 979) è stato un monaco cristiano bizantino, appartenente alla tradizione degli stiliti, asceti che vivevano su colonne per dedicarsi alla preghiera e alla contemplazione.

## Biografia
Luca nacque nel 879 a Atyokhorion, in Frigia, da una famiglia nobile e benestante. In gioventù prestò servizio come soldato nell’esercito bizantino, distinguendosi per la sua devozione e austerità. Dopo aver abbracciato la vita monastica, fu ordinato sacerdote nel 903.
Per cercare una forma di isolamento spirituale, seguì l'esempio di Simeone lo Stilita e Daniele lo Stilita e scelse una forma estrema di ascesi: visse per 45 anni su una colonna nella regione di Calcedonia, dedicandosi alla preghiera, al digiuno e alla predicazione. La sua vita fu segnata da atti di compassione, condivisione e miracoli, che contribuirono alla sua fama di santità. Luca è considerato uno degli ultimi grandi rappresentanti di questa tradizione ascetica.

### Culto
San Luca lo Stilita è venerato nella Chiesa ortodossa e commemorato il 11 dicembre. La sua figura è riportata nel Menologio di Basilio II, una raccolta agiografica bizantina. È considerato un modello di dedizione spirituale e resistenza ascetica.